# Бароны-разбойники

Карикатура журнала Puck 1883 года Защитники наших отраслей промышленности: рабочие в окружении тяжёлых времён тащат на себе плот с сидящими на нём с мешками денег и производимыми товарами Корнелиусом Вандербильтом, Джеем Гулдом, Расселом Сейджем и Сайрусом Филдом. На табличках указана еженедельная заработная плата рабочего в этих отраслях (6$-11$)

«Бароны-разбойники» (англ. Robber barons) — собирательное название предпринимателей США периода 1870—1890-х гг. Название — отсылка к социальному явлению средних веков.

## История
После окончания Гражданской войны развитие американской экономики продолжалось ещё более значительными темпами, чем прежде. В 1869 г. был проложен первый трансатлантический телеграфный кабель, и в том же году, несмотря на скандальные разоблачения и взрыв общественного негодования в связи с аферой Credit Mobilier Company в 1867 г., была открыта первая трансконтинентальная железная дорога.
Пример Джона Джейкоба Астора и других людей, ранее сколотивших капиталы, побуждали американцев, большинство из которых не имело профессионального или высшего образования, добиваться финансового успеха любой ценой.
Хотя промышленность и судоходство стремительно развивались, иностранные инвесторы хранили верность железным дорогам. У ценных бумаг железнодорожных компаний обеспечение было лучше, чем у большинства облигаций промышленных компаний, даже чем у ценных бумаг, эмитированных правительством США.
Паника 1873 г. повлекла за собой длительный период экономической стагнации, в течение которого обанкротилось более 300 банков. «Бароны-разбойники» и их банкиры начинали заново создавать корпоративную Америку, консолидируя мелкие компании в крупные промышленные синдикаты.

### Трюк Дэниела Дрю
В 1854 г. Д. Дрю дал Erie Railroad, которая нуждалась в средствах, кредит в 1,5 млн долл. под залог паровозов и подвижного состава. Контроль над компанией обеспечивал его постоянным потоком акций, на понижение которых он играл. Дрю удалось приобрести долю в плохо управляемой компании с сомнительными активами, акции которой стоили на бумаге больше, чем в реальности.
Затем Д. Дрю приступил к распродаже акций Erie Railroad и продал акций больше, чем их было на самом деле. При нормальном развитии ситуации такая практика привела бы к банкротству. Но у Дрю был резерв акций, о чём никто на рынке не знал. Дрю скупил конвертируемые облигации, которые и использовал для покрытия своих коротких позиций, сделав заодно большие деньги.
Для того, чтобы перед началом игры на понижение повысить цену на акции как можно выше, Дрю стал посещать один из нью-йоркских клубов, где собирались биржевые трейдеры. В первый день Дрю присел и вытащил из кармана носовой платок, чтобы отереть лицо. При этом из его кармана выпал клочок бумаги. А когда Дрю ушел, другие трейдеры подобрали с пола бумажку, содержавшую известия, которые предвещали бурный рост Erie Railroad. Трейдеры сломя голову бросились лихорадочно скупать эти акции, вследствие чего их цена на рынке подскочила ещё выше. И тогда Дрю начал игру на понижение, по ходу которой уничтожил многих обманувшихся трейдеров, поскольку цена акций Erie Railroad упала мгновенно и резко.
На заключительной стадии своей карьеры Дрю приблизил к себе двух протеже, которым предстояло установить контроль над Erie Railroad после его смерти в 1867 г. Этими людьми были Джим Фиск и Джей Гулд. Дрю учил их тому, что спекулировать за счет собственных корпораций выгоднее, нежели наращивать стоимость коммерческих предприятий в реальном экономическом смысле.

### Консолидаторы промышленности
В 1869 г., когда спрос на сырую нефть резко сократился, производители нефти столкнулись именно с таким феноменом. Рокфеллер отчётливо понял наметившуюся тенденцию и отреагировал на неё, воспользовавшись спадом в производстве нефти, чтобы расширить свою компанию.
В 1870 г. к Рокфеллеру обратились потенциальные инвесторы из Нью-Йорка, однако он, опасаясь потерять контроль над компанией, отклонил их предложения. Вместо привлечения нью-йоркских инвесторов Рокфеллер и его партнёры создали акционерную компанию. Акции были распределены только среди существующих партнеров, а вводить в состав акционеров новых людей решили лишь в случае острой необходимости дополнительного капитала.

### Гулд наносит ответный удар
Джей Гулд в начале 80-х годов решил, что ему следовало бы обзавестись собственной телеграфной компанией. Самой передовой и влиятельной телеграфной компанией в США в те годы была Объединённая Западная (Western Union Company), контролируемая Уильямом Вандербильтом. Он объявил, что собирается создать конкурирующую фирму, и одновременно начал играть на понижение акций Western Union Company.
Чтобы спровоцировать искусственное снижение цены акций, Гулду, как собственнику газеты «New York World» с 1873 г., было несложно опубликовать в ней статьи, в которых высказывались сомнения относительно стоимости этой компании и деятельности её управляющих. Используя «New York World» для обвинения Western Union в монополизме, Гулд начал через избранных друзей на площадке нью-йоркской фондовой биржи обваливать акции этой компании. Затем он объявил, что намеревается создать Атлантическую и Тихоокеанскую компанию (Atlantic and Pacific Company), которая бросит вызов монополии.
Акции Western Union стали падать в цене, и когда Гулд и его коллеги-«медведи» покрыли свои позиции, они, по слухам, получили по миллиону долларов. Директора Western Union оказались в затруднительном положении. Цена акций компании упала, бизнес разваливался — вероятно, публика боялась Гулда сильнее, чем верила в то, что он и впрямь намеревается учредить конкурирующую фирму. Инвесторы накупили акций Atlantic and Pacific Company на 10 млн дол., что принесло Гулду изрядную прибыль. Все члены сколоченного Гулдом синдиката были опытными «медведями», но пока они с энтузиазмом играли на понижение акций Western Union, появился некий анонимный покупатель, заставивший многих участников пула покрыть позиции с убытком, поскольку цена этих акций начала расти. Этим покупателем был Гулд, организовавший спекулятивную игру, чтобы самому установить контроль над Western Union.

## Известные предприниматели
- Джон Джейкоб Астор
- Эндрю Карнеги
- Джей Гулд
- Джим Фиск
- Милтон Херши
- Джон Морган
- Джон Рокфеллер
- Корнелиус Вандербильт

## В культуре
- Бароны-разбойники стали одним из ключевых явлений в формировании лора (англ. Lore) вселенной The Outer Worlds. Во вселенной этой игры покушение на президента США Уильяма Мак-Кинли в начале XX века не увенчалось успехом, поэтому оставшись в живых он продолжил свою политику потакания крупным трестам, монополиям и компаниям баронов-разбойников. Из-за этого они начали расти беспрепятственно и к веку освоения космоса влияние таких компаний стало столь велико, что правительства Земли начали продавать им право на освоение новых миров. Одной из колоний, основанной и управляемой такими крупными компаниями становится Альцион (англ. Alcyon). Она и будет являться местом действия игры.[1]